# سولوگوبوفکا
سولوگوبوفکا (انگلیسی: Sologubovka) یک شهرک در شهرستان بلاگووشچنسکی باشقیرستان کشور روسیه است.